# Relations entre le Maroc et l'Union européenne

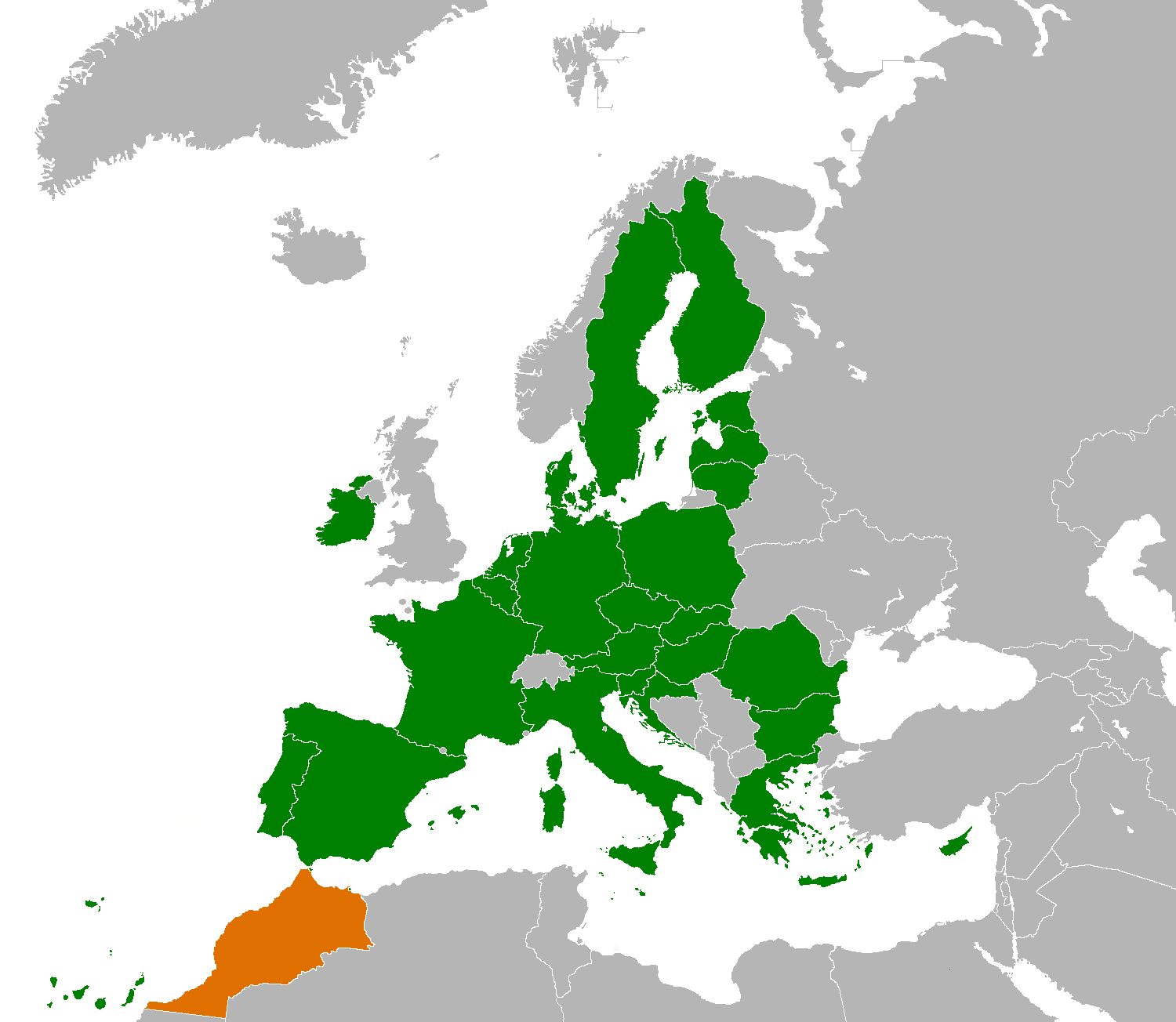
Le Maroc (en orange) et l'union européenne (en vert).

Les relations entre le Maroc et l'Union européenne reposent principalement sur la politique européenne de voisinage, le partenariat euro-méditerranéen et l'Union pour la Méditerranée. Parmi les États faisant l'objet de la politique de voisinage, le Maroc bénéficie d'un statut avancé permettant une coopération politique de haut niveau.
Les principaux liens légaux entre le Maroc et l'Union sont établis par l’accord d'association de 2000. Plusieurs autres arguments couvrent des domaines sectoriels, dont l'accord de partenariat dans la pêche entre le Maroc et l’Union en 2006 et le traité Ciel ouvert.

## Historique
Le premier partenariat entre le Maroc et ce qui allait devenir l'Union européenne a été initiée en 1969 par la signature d'un accord commercial. Un nouvel accord commercial fut ensuite signé en 1976.
En 1984, le Maroc demande son adhésion aux communautés européennes, laquelle est rejetée en octobre 1987 car le pays n'est pas européen.
Le 25 février 2016, le Maroc annonce « suspendre tout contact » avec l'Union européenne à la suite d'une décision de la Cour de justice de l'Union européenne rendue le 10 décembre 2015 par laquelle l'application d'un accord agricole de 2012 fut suspendu car il s'appliquait au Sahara occidental,. Certains États membres de l'Union européenne ont indiqué vouloir faire appel de la décision de suspension de l'accord.
En 2021, le tribunal de l'Union européenne juge de nouveau illégaux les nouveaux accords commerciaux entre l'UE et le Maroc portant sur l'importation de produits agricoles et de produits de la pêche provenant du Sahara-Occidental, en affirmant la nécessité légale d'un « consentement du peuple du Sahara-Occidental » ,.
En octobre 2024, la Cour de justice de l'Union européenne annule l'accord sur les produits agricoles venant du Sahara-Occidental, à la suite d'une plainte du Front Polisario. Cette décision a lieu en même temps qu'une décision similaire sur les produits issus de la pêche, après la demande d'appel de la Commission européenne et du Conseil européen.

## Sources

## Compléments